# Грязная игра (фильм, 1978)
«Грязная игра» (англ. Foul Play) — кинофильм, снятый режиссёром Колином Хиггинсом в 1978 году.

## Сюжет
Ничем не примечательная жизнь Глории Мунди внезапно наполняется интригами и загадочными событиями, после того, как её недавнего знакомого убивают на первом свидании. Теперь Глории и детективу Тони Карлсону предстоит раскрыть заговор против папы римского.

## В ролях
- Чеви Чейз — детектив Тони Карлсон
- Голди Хоун — Глория Мунди
- Рейчел Робертс — Герда Кэссуэлл/Делия Дэрроу
- Брайан Деннехи — детектив Фергюссон
- Дадли Мур — Стэнли Тиббетс
- Бёрджесс Мередит — мистер Хеннесси
- Юджин Роч — Чарли Торнкрест
- Мэрилин Сокол — Стелла
- Марк Лоуренс — Руперт Стилтскин «Карлик»
- Билли Барти — Дж. Дж. Маккуэн
- Куини Смит — Элси[2]

## Награды и номинации
Номинации:
- Оскар
  - Лучшая песня к фильму — «Ready To Take a Chance Again» (музыка — Чарльз Фокс, слова — Норман Гимбел)
- Золотой глобус
  - Лучший фильм (комедия или мюзикл)
  - Лучшая женская роль (комедия или мюзикл) — Голди Хоун
  - Лучшая мужская роль (комедия или мюзикл) — Чеви Чейз
  - Лучший актёр второго плана — Дадли Мур
  - Лучший сценарий — Колин Хиггинс
  - Лучшая песня — Чарльз Фокс, Норман Гимбел